# Чорнівка
Чо́рнівка — село в Україні, у Чернівецькій міській громаді Чернівецького району Чернівецької області. Населення становить близько 2000 осіб.
У селі розташований Чорнівський парк, на північ від села — заповідні урочища «Луківка» і «Рукав», а також ботанічна пам'ятка природи «Буково-дубова ділянка». На північний схід — заповідне урочище «Ділянка рідкісних рослин».

## Пам'ятки
- Буковинський урочистий вінок з ковилою - об'єкт нематеріальної спадщини України. В такому вінку дружки та наречена ходять запрошувати на весілля. Шиють вінок на замовлення у майстринь.[2]

## Відомі люди
Чорнівка згадується в грамоті молдавського господаря Олександра Доброго 1412 року. 1848 року в Чорнівці мешкав Васіле Александрі — класик румунської літератур, фольклорист. На початку XX століття тут вчителював український письменник і педагог Дмитро Якович Макогон.

### Народилися
- Сократ Іваницький — командир сотні УСС, правник, професор УВУ у Мюнхені, чоловік відомої оперної співачки Іванни Синенької-Іваницької.
- Георге Гурмузакі — румунський юрист, журналіст, фольклорист, громадсько-культурний діяч (1817).
- Алеку Гурмузакі — румунський юрист, журналіст, фольклорист, громадсько-культурний діяч (1823).
- Євдоксій Гурмузакі — румунський історик, політик, Крайовий голова Буковини, журналіст, викладач Чернівецького університету, засновник газети «Буковина», засновник румунського товариства «Жуніміа».
- Костянтин Гормузакі — румунський ентомолог і ботанік, який працював головним чином на Буковині. Доктор права, почесний академік Румунської Академій наук (1919), почесний доктор (Doctor honoris causa) (1930) і професор (1931).
- Ілюк-Жихович Марія Федорівна — сестра жалібниця УГА.